# プイジラ
プイジラ (Puijila darwini)は、 2400万-2000万年前の中新世に生息していた半水棲の化石食肉目である。

## 分類

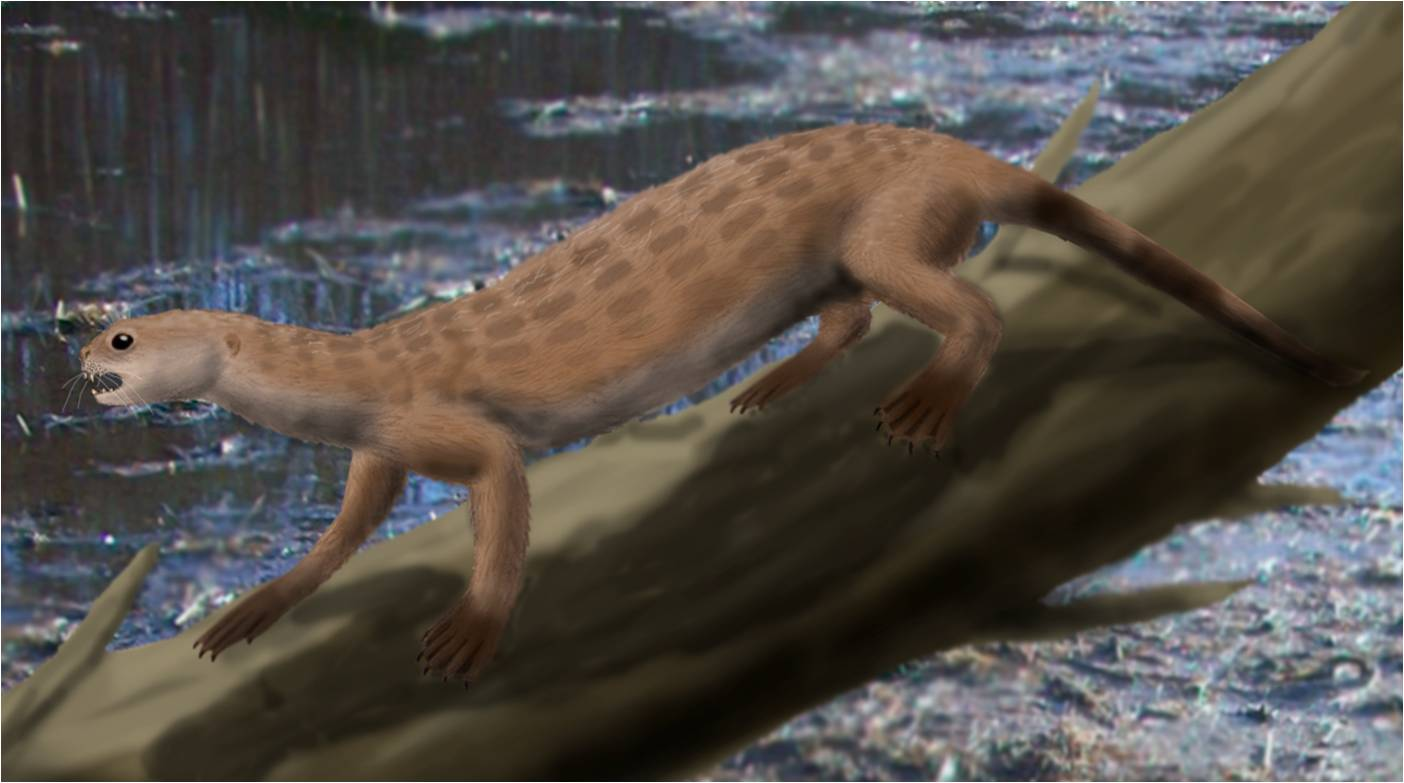
プイジラの復元想像図

模式種（en）であるプイジラ・ダーウィニ (Puijila darwini) 1種が知られており、プイジーラやペウユラとも表記される。
学名はイヌイット語とラテン語から生み出された造語であり、「チャールズ・ダーウィンの若い海獣」を意味している。
2009年に本種を発表したナタリア・リプチンスキー（en）は、発表当時はプイジラがカワウソとの形態的・生態的な特徴の近似性が強い一方で、頭骨や歯の構造などの判断材料からも鰭脚類の化石種であり、本種を鰭脚類のステムグループとして認識しながらも鰭脚類に含めて考慮し、陸棲だった鰭脚類の祖先が水中に適応していく段階に位置する存在（ミッシングリンク）や鰭脚類の歴史と北極圏の関連性などを示唆する存在として発表した。
一方で、近年にもプイジラやポタモテリウムが鰭脚類の祖先に該当する可能性に触れる事例もあるが、プイジラやポタモテリウムなどは初期の鰭脚類の特徴を残していたものの、「Pan-Pinnipedia」や広義の「Pinnipeds」には属するが狭義の「鰭脚類」ではなく、あくまでも鰭脚類のステムグループであり、現生種の直接の祖先とは見なさない場合が多い。

## 特徴

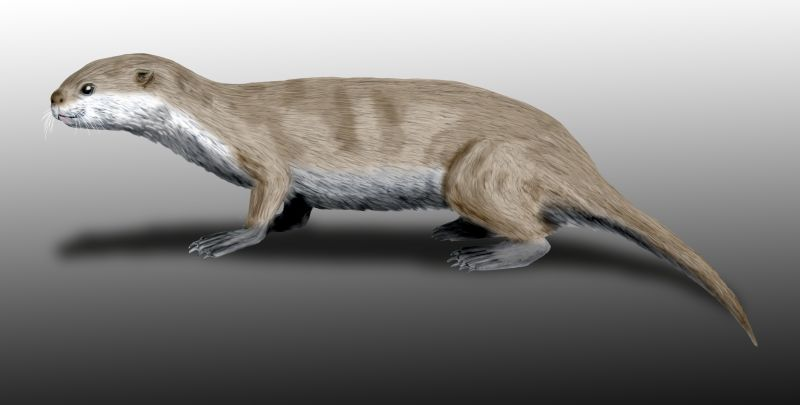
プイジラの復元想像図

プイジラは体型や大きさだけでなく水かきと鰭の有無も含めて概して現生のカワウソを思わせる外見的および生態的な特徴を持っていたと推測されている。 推定体長は約110センチメートルと現生のコツメカワウソなどに近い。
生態も現生の鰭脚類よりもカワウソとの類似性が指摘されており、アザラシやアシカなどと異なり、逞しい四肢によって陸上での活動も行っていたと思われる。
ホロタイプ（en）が発見されたのもデヴォン島の内陸部であり、鰭脚類の進化史において初期の水中への適応種が現生種とは異なり主に淡水に分布していたことや、かつては現在よりも温暖であった北極圏の気候条件の変動が鰭脚類の進化に大きな役割を果たしたり、鰭脚類自体が北極圏に発祥する可能性がある。

## 発見
プイジラは2009年にカナダ自然博物館の古生物学者のナタリア・リプチンスキー（en）が率いるチームによって発見された。カナダ・ヌナブト準州のデヴォン島から保存状態が良好で骨格の6割強が揃った化石が発見され、この出土記録がプイジラのホロタイプおよび現在に至るまでに発見されている唯一の標本である。この発見は当地の隕石のクレーターを調べている最中の出来事であり、プイジラはこの堆積物層から発見された最初の肉食性哺乳類だった。